# Gracilinanus dryas
Espèce
Synonymes
- Marmosa dryas Thomas, 1898[1]

Statut de conservation UICN

 LC  : Préoccupation mineure
Gracilinanus dryas, l'Opossum des bois, est une espèce d'opossum de la famille des Didelphidae.

## Répartition et habitat

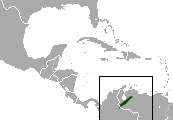
Carte de répartition de Gracilinanus dryas.

Cette espèce est présente dans les montagnes du Venezuela et de la Colombie. Elle vit dans la forêt tropicale humide.

## Systématique
Le nom valide complet (avec auteur) de ce taxon est Gracilinanus dryas (Thomas, 1898).
L'espèce a été initialement classée dans le genre Marmosa sous le protonyme Marmosa dryas Thomas, 1898.
Ce taxon porte en français les noms vernaculaires ou normalisés suivants : Opossum des bois, Petit opossum-souris de bois,.